# Love, Sidney
Love, Sidney is een Amerikaanse comedyserie. Hiervan werden 44 afleveringen gemaakt die oorspronkelijk van 28 oktober 1981 tot en met 6 juni 1983 werden uitgezonden op NBC. Het verhaal van de serie volgt op dat uit de televisiefilm Sidney Shorr: A Girl's Best Friend, die ongeveer drie weken voor de eerste aflevering in première ging. Twee van de drie hoofdpersonages uit de film spelen dezelfde rol in de serie; alleen Swoosie Kurtz vervangt hierin Lorna Patterson als Laurie Morgan.
Love, Sidney werd in 1983 genomineerd voor de Golden Globe voor beste comedyserie en in zowel 1982 als 1983 voor die voor beste hoofdrolspeler in een comedyserie (Tony Randall). Ook werd de serie in 1982 genomineerd voor de Primetime Emmy Award voor beste comedyserie en Swoosie Kurtz in zowel 1982 als 1983 voor die voor beste hoofdrolspeelster in een comedyserie.

## Uitgangspunt
Sidney Shore is een welgestelde homoseksuele man van in de vijftig die werkt als illustrator. Nadat haar huwelijk strandt, komen zijn vriendin Laurie Morgan en haar vijfjarige dochter Patti bij hem wonen in zijn appartement in New York. Terwijl Laurie probeert het beste te maken van haar acteercarrière, voedt hij als vertederde surrogaatvader samen met haar Patti op.

## Rolverdeling
Alleen acteurs die verschenen in meer dan tien afleveringen zijn vermeld
- Tony Randall - Sidney Shore
- Swoosie Kurtz - Laurie Morgan
- Kaleena Kiff - Patti Morgan
- Chip Zien - Jason Stoller
- Alan North - Mort Harris